# جيك كيوف
جيك كيوف (بالإنجليزية: Jake Keough)‏ هو دراج أمريكي، ولد في 18 يونيو 1987 في ساندويتش في الولايات المتحدة.

## وصلات خارجية
- جيك كيوف على موقع أرشيف الدراجات (الإنجليزية)
- جيك كيوف على موقع إحصائيات الدراجات الإحترافية (الإنجليزية)
- جيك كيوف على موقع نسبة الدراجات (الإنجليزية)